# Stanisław Petkiewicz
Stanisław Petkiewicz (łot. Staņislavs Petkēvičs; ur. 7 listopada 1908 w Rydze, zm. 29 grudnia 1960 w Buenos Aires) − łotewski i polski lekkoatleta, biegacz długodystansowy i trener.

## Życiorys
W barwach Łotwy wywalczył 7. miejsce w biegu na 5000 metrów i 15. miejsce w biegu na 10 000 metrów podczas Igrzysk Olimpijskich w Amsterdamie (1928). Od 1929 reprezentował Polskę. Był zawodnikiem Warszawianki i rywalem Janusza Kusocińskiego.
3-krotny mistrz Polski, 13-krotny rekordzista Polski w biegach na 1500 m, 2000 m, 3000 m, 5000 m, 10 000 m i w sztafecie 800-200-400-200 m. W 1929 jako jeden z niewielu biegaczy pokonał w zawodach słynnego Fina Paavo Nurmiego. Głównie ten wyczyn zadecydował o przyznaniu Petkiewiczowi Wielkiej Honorowej Nagrody Sportowej i o jego zwycięstwie w Plebiscycie Przeglądu Sportowego za 1929 (w 1930 był w Plebiscycie czwarty). W 1932 został zawieszony w prawach amatora, potem dożywotnio zdyskwalifikowany.
W latach 1934–1939 był trenerem państwowym polskich średnio- i długodystansowców, autorem podręczników szkoleniowych z zakresu lekkoatletyki. W 1938 roku ukończył Centralny Instytut Wychowania Fizycznego w Warszawie. 
W 1939 wyjechał na stałe do Argentyny, pracował tam jako nauczyciel wf. W 1945 założył w Buenos Aires Instituto de Cúltura Física. Zginął zastrzelony przez robotnika zwolnionego z pracy w tym instytucie.

## Odznaczenia
- Srebrny Krzyż Zasługi po raz pierwszy (19 marca 1931)[3]
- Srebrny Krzyż Zasługi po raz drugi (8 lipca 1938)[4]